# Amplicephalus fallaciosus
Amplicephalus fallaciosus är en insektsart som beskrevs av Rauno E. Linnavuori och Delong 1977. Amplicephalus fallaciosus ingår i släktet Amplicephalus och familjen dvärgstritar. Inga underarter finns listade i Catalogue of Life.